# Asociación de Fútbol de Gales
La Asociación de Fútbol de Gales (en inglés: Football Association of Wales o FAW, en galés: Cymdeithas Bêl-droed Cymru) fue fundada el 2 de febrero de 1876 y es la tercera asociación de fútbol más antigua del mundo. Dirige a todos los clubes profesionales del país.

## Historia
En enero de 1876 un grupo de entusiastas aficionados al fútbol se reunió en el Hotel Wynnstay Arms de Wrexham en Gales, para discutir la posibilidad de organizar un partido internacional contra Escocia, como resultado de esa reunión se decidió darle una organización a la práctica del fútbol del Gales. Así nació la FAW, siendo su primer presidente Llewelyn Kenrick, miembro y jugador del Shropshire Wanderers F.C., quien luego se transformaría en secretario honorario. El partido contra Escocia, que finalizó 0-4 en contra, permitió difundir el fútbol entre la población aumentando el número de adeptos a este deporte.
El 1877 la FAW puso en marcha la disputa de la Welsh Cup, resultando ganador en su primera edición el Wrexham al vencer en la final al Druids por 1 a 0 en el Acton Park. Dadas las disputas entre el sur y norte de Gales, donde se concentró la influencia del FAW, el juego no se popularizó lo suficiente en el sur del país, como para poder realizar una liga. En 1893 se organizó en el sur la South Wales and Monmoutshire Football Association, y recién 9 años más tarde, en 1902 comenzó a disputarse la Liga. Torneo que a partir de 1921 quedó englobado en la Football League inglesa.